# Odontadenia macrantha
Odontadenia macrantha là một loài thực vật có hoa trong họ La bố ma. Loài này được (Roem. & Schult.) Markgr. mô tả khoa học đầu tiên năm 1937.

## Hình ảnh

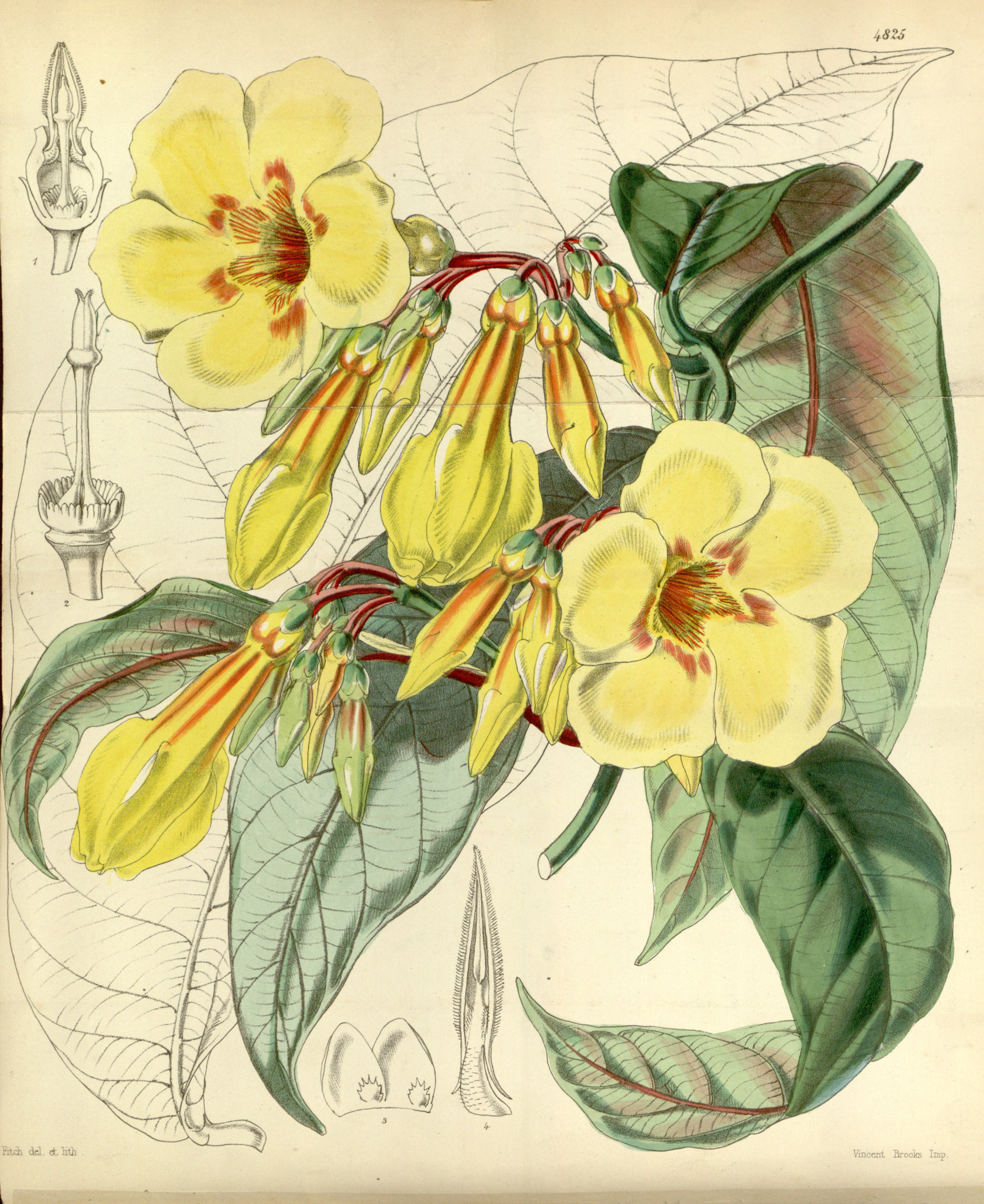